# Sabrina Sobhy
Sabrina Sobhy, née le 30 décembre 1996 à New York, est une joueuse américaine de squash. Elle atteint, en septembre 2023, la 13e place mondiale sur le circuit international, son meilleur classement.
Elle est championne des États-Unis en 2014. Sa sœur Amanda Sobhy, ancienne championne du monde junior, est également joueuse de squash.

## Biographie
Elle naît dans une famille de joueurs de squash, son père égyptien Khaled étant un ancien champion junior, sa mère américaine Jodie Larson étant une ancienne championne des États-Unis et sa sœur aînée Amanda, ancienne championne du monde junior. Depuis 2015, elle fait des études de psychologie à Harvard, suivant les traces de sa sœur Amanda elle aussi diplômée.
Lors du Tournament of Champions 2018, elle sort des qualifications avec des victoires sur la championne de France Coline Aumard et sur la championne du monde junior Rowan Elaraby. Elle échoue au premier tour face à la tenante du titre Camille Serme. En fin d'année 2019, elle remporte trois tournois consécutivement dont le tournoi Monte-Carlo Squash Classic, s'imposant en finale face à Yathreb Adel, 16e joueuse mondiale. Elle est logiquement désignée joueuse du  mois pour ce mois de décembre 2019. Elle intègre en février 2020 le top 30.
En décembre 2020, lors du tournoi Black Ball Squash Open, elle bat pour la première fois une top 10 Salma Hany. En octobre 2022, elle bat la 2e joueuse mondiale Hania El Hammamy à l'occasion de l'US Open. 

## Palmarès

### Titres
- Monte-Carlo Squash Classic : 2019
- Championnats des États-Unis : 2014

### Finales
- Australian Open : 2022
- Championnats du monde par équipes : 2022